# Агии Теодори (дем Гревена)
Агии Теодори (на гръцки: Άγιοι Θεόδωροι) е село в Република Гърция, дем Гревена на област Западна Македония.

## География
Селото е разположено на 795 m надморска височина ноколо 20 km югоизточно от град Гревена, на главния път Гревена – Трикала.

## История
Агии Теодори е ново селище, създадено през 1970 – 1971 година от правителството на военната хунта в Гърция. В него през 1970-те години са преселени жители от околните стари села Антракия (Манас), Мелиси (Пляса), Дякос (Лебиново), Георгица, Емилианос (Критадес) и Деспотис (Снихово). Жителите си поддържат имотите в напуснатите села.
| Година    | 1913 | 1920 | 1928 | 1940 | 1951 | 1961 | 1971 | 1981 | 1991 | 2001 | 2011 | 2021 |
| --------- | ---- | ---- | ---- | ---- | ---- | ---- | ---- | ---- | ---- | ---- | ---- | ---- |
| Население |      |      |      |      |      |      | 0    | 359  | 362  | 299  | 215  | 160  |

В селото има паметник и църква, изградени в чест на гръцкия митрополит Емилианос Лазаридис (1877 – 1911). Културният силогос на Агии Теодори организира селски празник на 16 август.